# Système d'arrêt-démarrage automatique

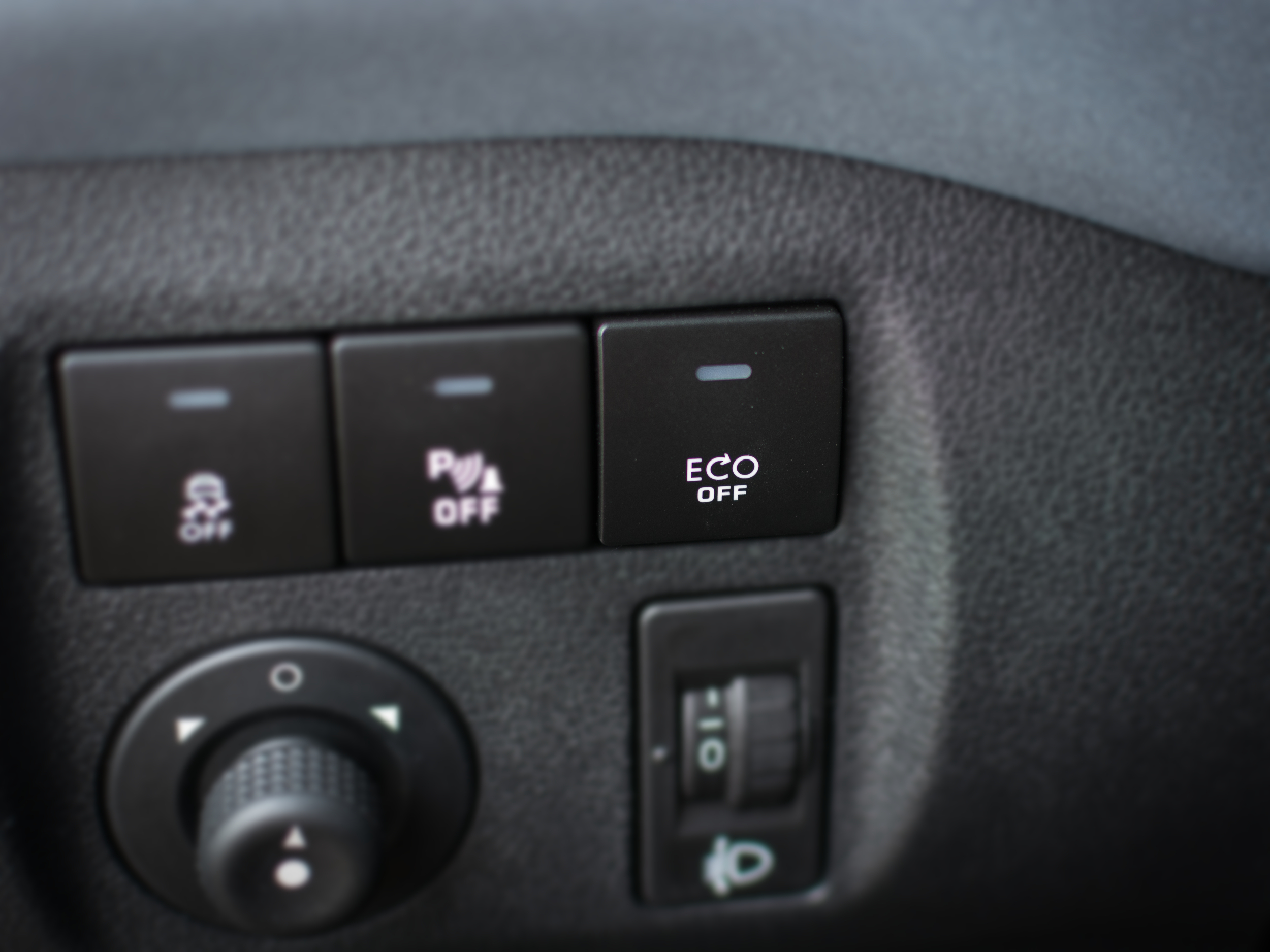
Bouton pour désactiver le système dans un Citroën Berlingo.

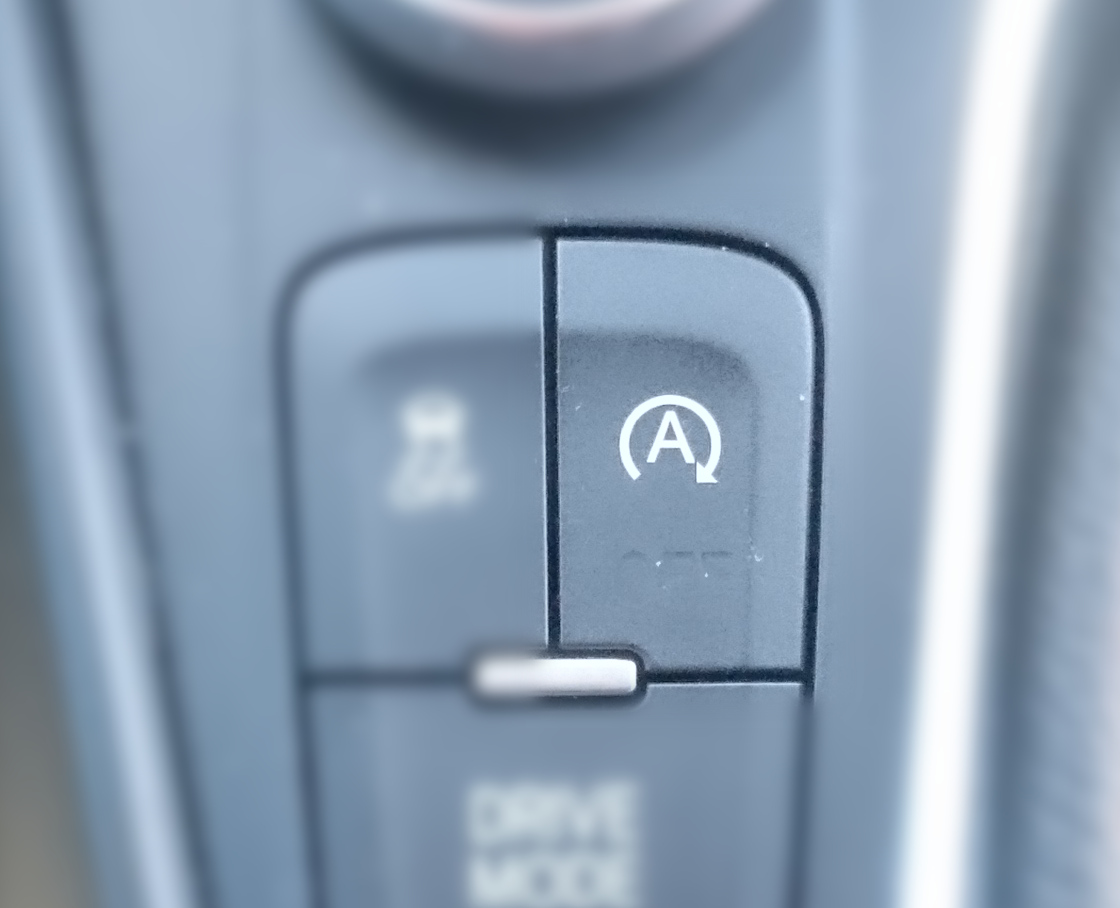
Bouton pour désactiver le système dans une Ford Focus.

Le système d'arrêt-démarrage automatique (aussi désigné par le faux anglicisme stop and start par certains constructeurs, et popularisé sous la forme start & stop) est un dispositif automobile d'interruption du moteur à combustion permettant d'économiser le carburant et de réduire la pollution associée, essentiellement en ville et dans les embouteillages.

## Historique
Le moteur/générateur n'est pas une nouveauté, car les automobiles luxueuses des années 1930 étaient souvent équipées de « dynastar », une grosse dynamo/démarreur, généralement montée directement en bout de vilebrequin et dont l'avantage principal était de permettre un démarrage souple et silencieux du moteur.
Les émissions de monoxyde de carbone ainsi que le premier choc pétrolier ont poussé les fabricants d'automobiles vers des technologies visant à réduire la consommation de carburant. En 1974 déjà, Toyota commercialisait sa Toyota Crown à six cylindres avec un interrupteur démarrage-arrêt automatique, dans le but d'économiser 10 % d'essence dans les embouteillages.
Le principe du stop and start manuel a été développé en 1983 par Volkswagen d'abord pour sa Passat B2 Formule E (pour « économique ») puis en 1985 sur la Polo Formule E avec un système automatique: Le système de la Passat B2 formule E était activé par un interrupteur à bascule sur le tableau de bord mais redémarrait automatiquement. Les Polo Formel E ont également reçu un alternateur plus puissant de 65 ampères pour faire face au fonctionnement marche/arrêt constant du moteur. La Polo Formel E était disponible dans les spécifications d'entrée de gamme C et milieu de gamme CL.
Le premier système stop and start automatique est proposé par Fiat sur la Regata ES (pour « Energy saving »), lancée en 1983. Il faut attendre dix ans de plus pour revoir le système sur la Volkswagen Golf III Ecomatic de 1994, qui n'aura pas plus de succès.
En 1998, Citroën développe un modèle équipé du stop and start à alterno-démarreur, la Xsara Dynalto. Malgré la construction de prototypes fonctionnels, le modèle n'atteint pas le stade de la série.
La vague actuelle de développement débute en 1999 chez Volkswagen pour ses modèles Lupo 3L et Audi A2 3L, mais surtout chez Citroën qui conçoit une C3 Stop and Start destinée au grand public fin 2004 pour un surcoût modeste. L'alternateur est réversible et la technologie n'est alors associée qu'à des boîtes manuelles robotisées. Le coup de fouet à la technique vient des gouvernements européens qui commencent à encourager financièrement la baisse des émissions de CO2 des automobiles. Cette technologie assez simple apportant un effet mesurable sur le cycle européen de mesure de la consommation en ville, elle est alors très vite adoptée de manière généralisée à partir de la fin des années 2000.
En Wallonie, depuis le 1er mars 2019, il est interdit de maintenir le moteur allumé sur un véhicule à l'arrêt sous peine d'une amende de 130 €.

## Description du système moderne
Le système est composé de deux éléments principaux : 
- une machine de redémarrage, qui peut être :
  1. un alternateur réversible (ou alterno-démarreur), qui joue à la fois le rôle de démarreur et d'alternateur (dont il prend la place, en utilisant les mêmes points de fixation), mais ne vient qu'en complément du démarreur classique, lequel reste réservé aux premiers démarrages. Son emploi permet d'assurer un redémarrage rapide et silencieux ;
  2. un simple renforcement du démarreur et de la batterie existants, afin de lui permettre de supporter les nombreux redémarrages supplémentaires imposés. Cette technique est moins coûteuse, mais aussi beaucoup moins performante en matière d'agrément ;
  3. un démarrage à l'air comprimé, qui peut aussi servir de ralentisseur et d’appoint de puissance, par exemple lors des accélérations[10] ;
- un boîtier électronique qui gère l'interconnexion entre la machine de redémarrage, le calculateur moteur et le boîtier de servitude intelligent.

En plus de ces deux éléments principaux, le système comprend une batterie étanche avec recombinaison de gaz, ainsi que (dans le cas d'un système à alterno-démarreur) une courroie et un tendeur de courroie adaptés.

## Fonctionnement
Un exemple de mise en œuvre de cette technique est le suivant : 
- dès que la vitesse atteinte est inférieure à 6 km/h, le moteur est au ralenti, l'embrayage est alors ouvert ;
- le moteur s'arrête dès que la pédale de frein est enfoncée ;
- au relâchement de la pédale de frein, le moteur redémarre automatiquement et instantanément ;
- lorsque l'accélérateur est à nouveau sollicité, l'embrayage se referme progressivement.

En outre, le moteur ne peut être arrêté que si les conditions nécessaires sont réunies. Ainsi, l'arrêt n'aura pas lieu s'il fait trop chaud ou trop froid, si le désembuage ou le dégivrage est enclenché, etc. Le système peut souvent être désactivé par un bouton (parfois nommé « stop and start engine »).
Ce système permet des économies d'énergie, lorsque l’arrêt est suffisamment long pour que l'énergie nécessaire au redémarrage soit inférieure à celle qui aurait été consommée sans cet arrêt.

## Avantages et inconvénients

### Avantages
Les avantages du stop and start sont les suivants :
Pour le constructeur
- si la circulation se fait en accordéon, le système offre une baisse importante de la consommation et des émissions de CO2 pour un investissement minime[réf. nécessaire] :
- le rendement électrique est plus élevé que celui d'un alternateur conventionnel ;
- un redémarrage du moteur à combustion en cours d'arrêt est possible, par exemple si le conducteur change d'avis inopinément ;
- l'installation sur le bloc moteur et l'intégration électrique sont simples[réf. nécessaire].

Pour l'utilisateur
- la consommation et les émissions de CO2 sont réduites (de 6 à 10 %[11], théoriquement jusqu'à 15 %[12],[13] en cycle urbain et aux heures de pointe)[14] ;
- la coupure et le redémarrage du moteur sont automatiques ;
- le redémarrage du moteur est immédiat (environ 400 ms[12]) et silencieux ;
- le bruit et les vibrations du moteur sont éliminés lors de l'arrêt momentané, soit pendant près de 35 % du temps en conduite urbaine[réf. nécessaire].

### Inconvénients
Des économies ne peuvent être réalisées qu'en utilisation urbaine ou sur route très chargée.
Lors de l'arrêt du moteur, la température baisse progressivement dans le pot catalytique, ce qui le rend d'autant moins efficace au redémarrage que l'arrêt est prolongé et la température ambiante faible. Plus le temps d'arrêt est élevé, plus la pollution au redémarrage s'accentue, partiellement ou totalement compensée par l'absence totale d'émissions lors des phases d'arrêt.
Moteur arrêté, le chauffage et la climatisation perdent progressivement en efficacité. En cas d'arrêt prolongé, tous les accessoires utilisant la batterie risquent de la « vider », surtout si la température ambiante est faible, si la batterie est mal chargée ou en « fin de vie », ou si l'arrêt est trop long.
D'autre part, en augmentant le nombre de cycles de démarrage du moteur, le dispositif Stop & Start accroît inévitablement la sollicitation de l'ensemble des organes de démarrage (démarreur, batterie, alternateur, courroies...) et par conséquent leur usure, réduisant leur durée de vie, ce qui dégrade le bilan environnemental du véhicule.

## Les différents constructeurs
Des deux précurseurs que sont Fiat et Volkswagen, c'est le second qui a persévéré à trois reprises (Formel E, Ecomatic, puis les versions 3 L des Lupo et A2), avant de voir la technologie se répandre[réf. nécessaire]. 
Le premier équipementier à proposer un système pour la grande série est Valeo en collaboration avec PSA, avec son alterno-démarreur (système STARS, pour « Starter Alternator Reversible System »). D'après Valeo, cela correspond à une diminution de consommation pouvant aller jusqu'à 15 % en cycle urbain chargé,.

## Véhicules équipés
Depuis le passage aux normes Euro 5, de plus en plus de véhicules à boîtes manuelles ou robotisées sont équipés de ce système, à tous les niveaux de gamme. Le système Valeo est monté chez Citroën, Peugeot, Smart, Land Rover, Volvo, tandis que le système de Bosch équipe des Volkswagen, SEAT, Nissan ou Fiat sur différents modèles essence et Diesel. Valeo annonce au printemps 2010 le lancement de sa deuxième génération de Stop & Start prévue au troisième trimestre de la même année. Cette nouvelle génération, appelée « i-StARS », se distingue par l'intégration de l'électronique de commande sur la machine électrique. Bosch a de son côté rendu le système compatible avec les boîtes automatiques. 
Le système Smart Idle Stop System mis au point par Mazda élimine le redémarrage électrique[réf. nécessaire]. Lors de l'arrêt, les pistons sont positionnés dans une configuration permettant un redémarrage directement par combustion[réf. nécessaire], obtenu en 0,35 seconde.
Le système ISG EcoDynamics de Kia utilise des composants Bosch, Valeo et Varta.